# Дегтярёв, Владимир Владимирович
Владимир Владимирович Дегтярёв (Дектярёв) (род. 17 июля 1992 года в гор. Волгоград) — профессиональный российский кикбоксер. Имеет звание мастер спорта России по кикбоксингу. Чемпион России 2014 года, участник чемпионата Европы 2014 года, член сборной команды России по кикбоксингу 2014, 2015, 2016 годов. Полуфиналист чемпионата мира по кикбоксингу среди профессионалов по версии TNA.

## Спортивные результаты

### Любительская карьера
- - 2010 — Победитель Первенства Мира среди юниоров в разделе К-1[1].
  - 2014 — Чемпион России в разделе К-1[1].
  - 2014 — Призёр Чемпионата Европы в разделе К-1[1].
  - 2015 — Победитель Кубка России по версии WAKO в разделе К-1[1].

### Профессиональная карьера[2]
| Дата       | Результат | Соперник        | Событие             | Место  | Метод                |
| ---------- | --------- | --------------- | ------------------- | ------ | -------------------- |
| 2017.10.27 | Поражение | Мамазулунов Шер | GP «FIGHTS TNA» 1/2 | Казань | 4R KO                |
| 2017.09.06 | Победа    | Любо Ялови      | GP «FIGHTS TNA» 1/4 | Казань | Единогласное решение |
| 2017.05.31 | Победа    | N’DiayeAronCarl | GP «FIGHTS TNA» 1/8 | Казань | Единогласное решение |
| 2016.07.22 | Поражение | Сурик Магакян   | GP «FIGHTS TNA» 1/4 | Казань | Единогласное решение |
| 2016.04.28 | Победа    | Duoli Chen      | GP «FIGHTS TNA» 1/8 | Казань | Технический нокаут   |